# Sivert Guttorm Bakken
Sivert Guttorm Bakken (Lillehammer, 18 juli 1998) is een Noorse biatleet. 

## Carrière
Bakken maakte zijn wereldbeker debuut op 8 januari 2021 op de 10 km sprint in Oberhof waar hij met een 24e plaats ook meteen zijn eerste wereldbeker punten scoorde. Datzelfde seizoen eindigde Bakken derde in de eindstand van de IBU cup, het niveau onder de wereldbeker. 
Het seizoen 2021/2022 won Bakken samen met Johannes Thingnes Bø, Tarjei Bø en Vetle Sjåstad Christiansen met de 4×7,5 km estafette van Östersund op 4 december 2021 zijn eerste wereld. Op 12 maart 2022 behaalde Bakken met een derde plaats in de 15 km massastart in Otepää zijn eerste podium in de wereldbeker. De volgende wereldbeker manche boekte Bakken zijn eerste individuele overwinning op de massastart in Oslo-Holmenkollen. Mede door deze podiumplaatsen won hij ook de disciplinecup in de massastart en werd 9e in de eindstand van de wereldbeker. 
Het seizoen 2022/2023 werkte Bakken door hartproblemen geen enkele wedstrijd af.

## Resultaten

### Wereldkampioenschappen junioren
| Jaar | Plaats         | Onderdeel   | Onderdeel | Onderdeel     | Onderdeel |
| Jaar | Plaats         | Individueel | Sprint    | Achtervolging | Estafette |
| ---- | -------------- | ----------- | --------- | ------------- | --------- |
| 2018 | Otepää         | 22e         | –         | –             | Zilver    |
| 2019 | Brezno-Osrblie | 73e         | Brons     | Brons         | 4e        |

Eindklasseringen
| Seizoen   | Algemeen | Individueel | Sprint | Achtervolging | Massastart |
| --------- | -------- | ----------- | ------ | ------------- | ---------- |
| 2020/2021 | 70e      | –           | 66e    | 70e           | –          |
| 2021/2022 | 9e       | 12e         | 18e    | 15e           | Goud       |

Wereldbekerzeges
| Nr.         | Datum           | Plaats            | Onderdeel          |             |
| Individueel | Individueel     | Individueel       | Individueel        | Individueel |
| ----------- | --------------- | ----------------- | ------------------ | ----------- |
| 1.          | 20 januari 2022 | Oslo-Holmenkollen | 15 km massastart   |             |
| Estafette   |                 |                   |                    |             |
| 1.          | 4 december 2021 | Östersund         | 4×7,5 km estafette |             |
| 2.          | 4 maart 2022    | Kontiolahti       | 4×7,5 km estafette |             |
| 3.          | 13 maart 2023   | Otepää            | Gemengde estafette |             |

## Trivia
Bakken heeft een relatie met biatlete Juni Arnekleiv.